# Marzena Kordela
Marzena Kordela (ur. 8 marca 1964 w Koszalinie) – polska prawnik, doktor habilitowana nauk prawnych, specjalizuje się w teorii prawa, metodologii nauk prawnych, analitycznej filozofii prawa oraz aksjologii prawa, profesor nadzwyczajny Uniwersytetu im. Adama Mickiewicza w Poznaniu.

## Życiorys
Studia prawnicze ukończyła na Wydziale Prawa i Administracji Uniwersytetu im. Adama Mickiewicza w Poznaniu, gdzie została zatrudniona w 1989. W 1999 otrzymała stopień doktorski na podstawie pracy pt. Zarys typologii uzasadnień aksjologicznych w orzecznictwie Trybunału Konstytucyjnego, której promotorem była Sławomira Wronkowska-Jaśkiewicz. Habilitowała się w 2013 na podstawie oceny dorobku naukowego i rozprawy Zasady prawa. Studium teoretycznoprawne. Pracuje na stanowisku profesora uczelni w Zakładzie Teorii i Filozofii Prawa WPiA UAM, w latach 2012−2014 wykładała teorię prawa oraz wstęp do prawoznawstwa (niem. Einführung in die Rechtswissenschaft) na Uniwersytecie Europejskim Viadrina we Frankfurcie nad Odrą.
Staże naukowe odbywała na University of Sheffield (1993), Åbo Akademi (1993), Uniwersytecie w Lejdzie i Uniwersytecie Amsterdamskim (1994), a także na University of Aberystwyth (1995). W latach 2003–2004 dwukrotnie była stypendystką Uniwersytetu Chrystiana Albrechta w Kilonii w katedrze profesora Roberta Alexy'ego.
Wielokrotnie nagradzana przez rektora UAM za działalność organizacyjną dydaktyczną i naukową (1995, 2002, 2004, 2011). W strukturach uczelni pełniła funkcję członka Senatu UAM w latach 1996−1999, gdzie zasiadała w Senackiej Komisji ds. Dydaktyki. Jest wiceprezesem zarządu Fundacji im. Profesora Zygmunta Ziembińskiego. Należy do Międzynarodowego Stowarzyszenia Filozofii Prawa i Filozofii Społecznej (IVR) oraz Międzynarodowego Stowarzyszenia Metodologii Prawa.

## Wybrane publikacje
- Wstęp do nauk prawnych. Materiały pomocnicze. 2, Prawo (praca zbiorowa), ISBN 83-900821-1-X
- Zarys typologii uzasadnień aksjologicznych w orzecznictwie Trybunału Konstytucyjnego, wyd. 2001, ISBN 83-86605-96-0
- Kompendium wiedzy o społeczeństwie, państwie i prawie. Praca zbiorowa (red.). wyd. 2011, ISBN 978-83-01-16515-4
- Zasady prawa. Studium teoretycznoprawne, wyd. 2012, ISBN 978-83-232-2398-6
- ponadto rozdziały w pracach zbiorowych i artykuły publikowane w czasopismach prawniczych, m.in. w "Ruchu Prawniczym, Ekonomicznym i Socjologicznym" oraz "Państwie i Prawie"[3]